# (244) Sita
Pour les articles homonymes, voir Sita.

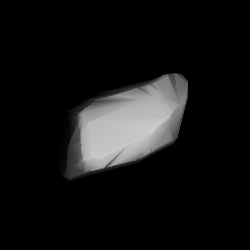
Modèle 3D de l'astéroïde 244 Sita

(244) Sita est un astéroïde de la ceinture principale découvert par Johann Palisa le 14 octobre 1884 à Vienne.